# Ходов Володимир Анатолійович
Володи́мир Анатóлійович Хóдов (ос. Ходты Анатолий фырт Ладымер; також відомий як Абдýлла; 9 жовтня 1976, Бердянськ, Запорізька область, УРСР, СРСР — 3 вересня 2004, Беслан, Північна Осетія, Росія) — російський терорист, прихильник ваххабізму. Один із командирів терористів, які захопили школу в Беслані 1 вересня 2004 року.
Володимир Ходов, який перебував у розшуку за зґвалтування, прийнявши іслам під впливом молодшого брата, приєднався до чеченських повстанців на початку 2000-х років і пройшов підготовку в одному з їхніх таборів. Після завершення курсу навчання Ходов безпосередньо брав участь в організації та здійсненні низки терористичних актів, спрямованих проти військовослужбовців, співробітників правоохоронних органів та мирного населення на території Північної Осетії та Інгушетії, включаючи підрив автомобіля у Владикавказі та поїзда на залізничному перегоні біля села Ельхотово у лютому — травні 2004 року та рейд на Назрань у червні того ж року. У складі групи терористів Ходов здійснив напад на школу в Беслані під час святкової лінійки, присвяченої початку навчального року, і за три дні після захоплення заручників Володимир разом з іншими членами групи був убитий.

## Біографія
Народився 9 жовтня 1976 року в Бердянську Запорізької області Української РСР. Його матір'ю була Олександра Самошкіна, батько невідомий.
1979 року Олександра вийшла заміж за інженера Анатолія Ходова. Разом вони переїхали до осетинського села Ельхотово, де мати Ходова вступила на роботу медсестрою до місцевої лікарні, а його вітчим став електриком колгоспу «Кавказ». Анатолій Ходов усиновив Володимира, а за рік у сім'ї народився другий син — Борис. Володимир Ходов ріс хворобливою та нетовариською дитиною, у школі його улюбленими предметами були російська мова та література. Під час канікул він їздив до Бердянська до свого діда; після смерті останнього в середині 1990-х років його квартира в будинку № 18 на вулиці Свободи перейшла у спадок до Володимира.
Коли 1996 року Бориса Ходова засудили до восьми років позбавлення волі за вбивство сусіда, Володимир став часто відвідувати молодшого брата у в'язниці. Під час одного з таких візитів Ходов здійснив зґвалтування в Майкопі та був вперше оголошений у федеральний розшук. 2000 року Володимир Ходов востаннє відвідав Бердянськ, для зустрічі зі своїм дідом; своїм знайомим він зізнався, що після відбуття терміну за зґвалтування почав ненавидіти жінок, і натякнув, що тепер віддає перевагу чоловікам. За іншими даними, у цей період Ходов служив в армії.

## У рядах кавказького підпілля
Під впливом молодшого брата Ходов прийняв іслам і пройшов навчання в одному з медресе міста Черкеська. Пізніше в Адигеї він став прихильником ваххабізму і приєднався до збройних формувань. За оперативними даними, спочатку Володимир Ходов перебував у загоні Руслана Гелаєва, де виконував обов'язки кухаря; потім він перейшов у загін Ілляса Горчханова. Наприкінці 2002 року Ходов прибув на тренувальну базу під назвою «Талібан», яка розташовувалась на території покинутого піонерського табору біля інгушського села Галашки. У таборі новобранців навчали поводженню зі зброєю та вибухівкою; там Ходов узяв собі прізвисько «Абдулла». Під час навчання на тренувальній базі «Талібан» Ходов потоваришував із карачаївцем Анзором Іжаєвим — терористом-смертником, який підірвав бомбу в московському метро в лютому 2004 року.
У липні 2003 року Володимир повернувся в Ельхотове на похорон свого брата. Борис Ходов, звільнений із в'язниці на початку того ж року, спробував викрасти свою односельчанку Світлану Габісову, щоб одружитися з нею проти її волі. Коли Борис з'явився біля будинку Габісових з пістолетом, один із братів Світлани у бійці вихопив у нього зброю і застрелив його. Володимир з'явився на похорон брата, одягнений у сукню та молельну шапочку; він різко чинив опір бажанню жителів села поховати Бориса за християнським обрядом, витяг його тіло з труни і забрав із собою, щоб організувати поховання за канонами ісламу. Під час поминок Володимир спробував перевернути столи з алкоголем, погрожуючи розстріляти тих, хто зібрався, за порушення норм ісламської віри.
Після завершення у жовтні 2003 року курсу навчання на базі під Галашками Володимир Ходов був направлений до Північної Осетії з метою організації терористичних актів. 3 лютого 2004 року у Владикавказі у припаркованому біля одного з міських банків автомобілі було підірвано 120-мм артилерійський снаряд. У момент вибуху повз заміновану машину проїжджала вантажівка з курсантами училища внутрішніх військ; випадкова перехожа загинула на місці, а один із курсантів був тяжко поранений і помер у лікарні наступного дня. Серед десятка поранених була і однорічна дитина. Правоохоронним органам швидко вдалося встановити пряму причетність Ходова до цього злочину: його зафіксували камери зовнішнього спостереження.
Наступним терактом, відповідальність за який ніс Ходов, був підрив поїзда «Москва — Владикавказ» в районі станції Ельхотово 29 травня 2004 року. О 7 годині 27 хвилині ранку під двома вагонами поїзда здетонували вибухові пристрої, потужність яких склала 800г у тротиловому еквіваленті; внаслідок вибуху з 18 вагонів 10 зійшли з рейок. На цій ділянці поїзд йшов на маленькій швидкості через невелику відстань між станціями, тому жертв вдалося уникнути.
Володимир Ходов брав участь у рейді на Назрань у ніч з 21 на 22 червня 2004 року. Він командував однією з бойових груп, яка мала взяти штурмом будівлю РВВС і захопити зброю, що зберігалася всередині.
За спогадами мешканців Ельхотово, влітку 2004 року Ходов жив у селі за місцем прописки, не ховаючись від працівників міліції навіть незважаючи на те, що був оголошений у розшук. Володимир не мав роботи, і він проводив дні, молячись у мечеті. Своїм сусідам Ходов говорив, що у майбутньому мріє стати муллою, а також вирушити на хадж до Мекки.

### Напад на школу №1 в Беслані
Володимир Ходов був одним із командирів терористів, які захопили заручників у школі № 1 в Беслані 1 вересня 2004 року. Під час захоплення школи він був поранений у руку. Лікарка Лариса Мамітова, що потрапила в заручники, перев'язала Ходову рану, а також надала медичну допомогу іншому пораненому при захопленні терористу.
Під командуванням Ходова була група терористів, яка здійснювала контроль над заручниками в спортзалі школи. У перший день захоплення він особисто відібрав чоловіків із заручників і наказав їм барикадувати будівлю.
Багато заручників, що вижили, відзначали особливу жорстокість Володимира Ходова. За їхніми свідченнями, він неодноразово знущався з жінок і дітей: зокрема, Ходов змушував їх прикладати до голів кисті рук, імітуючи заячі вуха, і довго перебувати в цій позі. Коли заручники починали сильно шуміти, Володимир погрожував розстріляти кілька людей, щоб досягти тиші в залі. На прохання заручниці Лариси Кудзієвої видати бинти для тяжко пораненого заручника Вадима Боллоєва Ходов відповів відмовою в лайковій формі, а потім розпорядився прибрати Боллоєва, що вмирає, зі спортзалу, при цьому сказавши Кудзієвої, що заручник вирушає в «лікарню». Крім того, Ходов бив заручників: Надію Бадоєву він вдарив прикладом за те, що вона вирішила розім'яти ноги, що затекли від багатогодинного сидіння навпочіпки, витягнувши їх на підлозі спортзалу. Ходов накинувся на 10-річних близнюків Аслана і Сослана Токмаєвих, учнів четвертого класу, що виходили з туалету, і побив одного з них.
Заручниця Світлана Власова стала свідком розмови Ходова з терористом на ім'я Ібрагім: Ходов наказав йому розстрілювати заручників, якщо федеральні сили почнуть штурм школи, і пригрозив, що особисто вб'є Ібрагіма у разі невиконання наказу.
За даними газети «Московський комсомолець», мати Ходова Олександра Самошкіна була залучена російськими спецслужбами до перемовин з терористами і кілька разів розмовляла з сином по телефону, намагаючись переконати його звільнити заручників. Володимир відмовився задовольнити прохання матері і сказав їй, щоб вона йому більше не дзвонила.
Після того, як 2 вересня 2004 року ЗМІ поширили інформацію про те, що в захопленій бойовиками школі утримуються 354 особи (насправді заручників було більше 1000), розлючений Ходов зажадав від заручників у спортзалі перерахувати одне одного, щоб встановити їхню точну кількість. У той же день він під страхом смерті заборонив заручникам пити воду з умивальників.
Коли 3 вересня 2004 року в спортзалі пролунали вибухи, Володимир Ходов разом з іншими терористами став переганяти заручників, що вижили, в шкільну їдальню. Там Ходов змушував жінок і дітей ставати на підвіконня і відстрілювався через їхні спини, використовуючи заручників як «живий щит». За спогадами заручниці Надії Гурієвої, в той момент, коли російським спецназівцям вдалося зірвати ґрати з вікна шкільної їдальні, Ходов відкрив вогонь по людям, які знаходилися в приміщенні, розстрілявши двох дітей з кулемету.
У ході штурму Ходова було вбито; його труп було виявлено в актовій залі на другому поверсі будівлі.
На початку листопада 2004 року в газеті «Комсомольська правда» була опублікована стаття, в якій стверджувалося, що спецназу вдалося взяти Ходова живим, проте надалі ця версія була спростована. За словами заступника Генерального прокурора РФ Володимира Колесникова, серед убитих у школі терористів Володимира Ходова було упізнано найпершим: його особу було встановлено як у ході слідства, так і в результаті дактилоскопічної експертизи.
У перші роковини захоплення бесланської школи Шаміль Басаєв виступив із заявою, в якій стверджував, що Ходов був агентом російських спецслужб. За словами Басаєва, Ходов зізнався йому в тому, що був засланий до бойовиків з метою впровадження; Басаєв потім запропонував Ходову стати подвійним агентом та використати цю ситуацію для здійснення теракту в Беслані. Однак дані твердження були категорично спростовані представниками правоохоронних органів: зокрема, помічник заступника генпрокурора в Південному федеральному окрузі Сергій Прокопов назвав заяву Шаміля Басаєва «маячнею» і «не відповідною фактичним матеріалам кримінальної справи по Беслану».